# Heterolaophonte pygmaea
Heterolaophonte pygmaea är en kräftdjursart som först beskrevs av T. Scott 1893.  Heterolaophonte pygmaea ingår i släktet Heterolaophonte och familjen Laophontidae. Inga underarter finns listade i Catalogue of Life.